# Baladi (race bovine)
Pour les articles homonymes, voir Baladi.
La Baladi est une race bovine égyptienne.

## Origine
Elle appartient au rameau bovin sans bosse et à courtes cornes d'Afrique du nord. Elle vient d'Égypte. C'est une race très ancienne également élevée en Syrie et en Palestine.

## Morphologie
Elle porte une robe variant du fauve au noir, pouvant être pie. 30 % des individus sont naturellement sans corne. C'est une race de taille réduite.

## Aptitudes
C'est une race « à tout faire » comme il en existe dans tous les pays à agriculture traditionnelle. Elle donne son lait, ses veaux, sa force de travail et en fin de carrière sa viande et son cuir. Le prix de cette polyvalence est de n'être performante nulle part. La production laitière plafonne autour de 1 300 kg par lactation. Des essais de croisements avec des races européennes (angeln, braunvieh ou holstein) ont permis de montrer qu'en première génération, la production atteignait déjà 1 900 kg.
C'est surtout une race adaptée au climat du delta et des rives du Nil. Elle est frugale, se contentant des déchets végétaux inutiles à l'homme et relativement résistante aux maladies endémiques dues au climat : parasites, humidité des pieds…